# Być tak blisko
Być tak blisko – drugi singiel Kasi Kowalskiej promujący jej album 5. Muzykę skomponowali Adam Abramek i Paweł Sot. Słowa napisała Kasia Kowalska.

## Lista utworów
- "Radio edit" 4:17
- "Karaoke edit" 4:21
- "Być tak blisko" – teledysk, reż. Tomasz Nalewajek

## Twórcy
- Ola – głos dziecięcy
- Maciej Gładysz – gitary
- Adam Abramek – gitara basowa
- Aleksander Woźniak – programming, loopy

- Produkcja muzyczna – Adam Abramek
- Realizacja i mix – Aleksander Woźniak – A & S Project Studio
- Mastering – (1) Peter Siedlaczek, Frankfurt; (2) Ola Nagórko, CD Accord
- Produkcja – Universal Music Polska
- Foto – Andrzej Hiechorowicz

## Listy przebojów
| Notowania                          | pozycja |
| ---------------------------------- | ------- |
| Lista Przebojów Programu Trzeciego | 1       |
| Szczecińska Lista Przebojów        | 29      |